# Контрданс

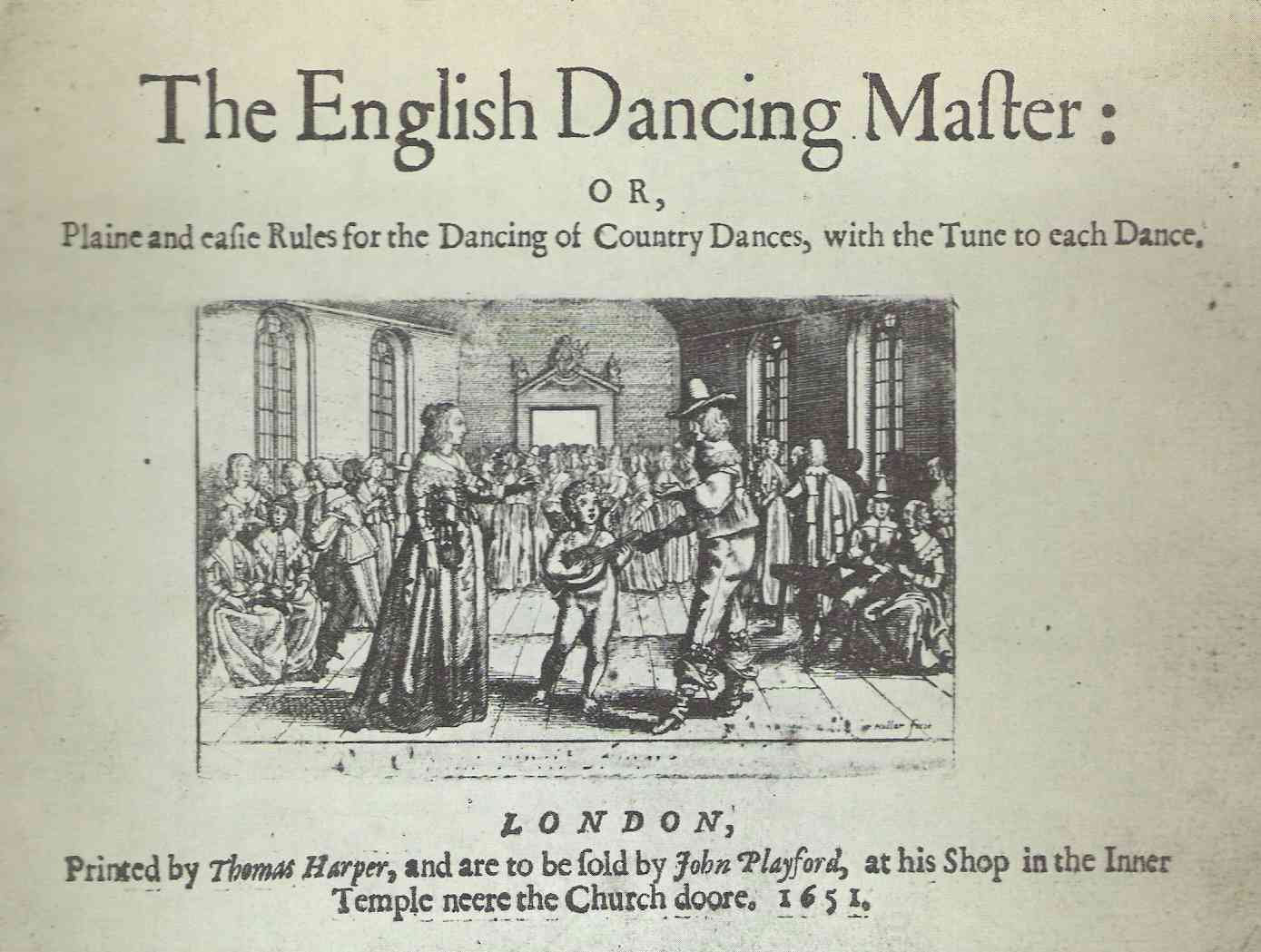
Джон Плейфорд, Английский танцевальный учитель,
Лондон, 1651.

Контрда́нс (фр. contredanse, англ. contra dance — танец напротив, фр. anglaise — англез) — одна из форм первоначально английского и впоследствии французского народного танца и музыки к нему.

## История
Считается, что контрданс возник в Англии в конце 17 — начале 18 веков.
В 1651 году Джон Плейфорд сделал первые музыкальные обработки контрданса и представил их в танцевальном сборнике «Английский учитель танцев».
В дальнейшем контрданс получил широкое распространение во Франции, откуда пришёл в Германию под названием «фр. Française».
Став бальным танцем, распространился по всей Европе.
В 19 веке контрданс слился с кадрилью.

## Описание

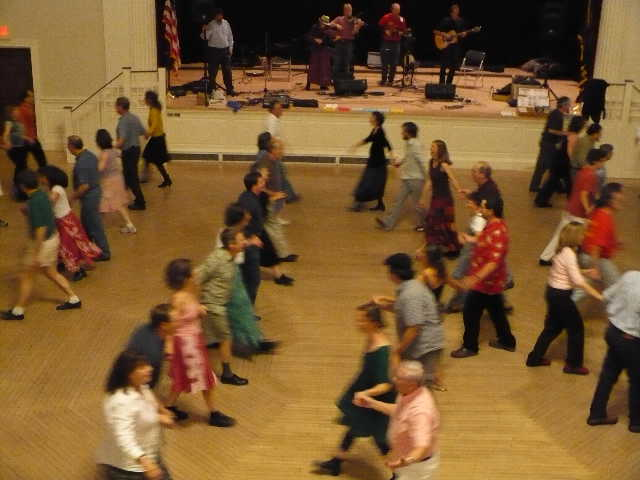
Пример контрдансa.

В контрдансе пары танцуют одна напротив другой, а не друг за другом, как в круговых танцах.
Вначале состоял из одной фигуры, затем из чередования 5 или 6 различных танцевальных фигур.
Характерные музыкальные размеры 2/4, 6/8.

## Композиторы
Контрданс как музыкальная форма представлен в творчестве многих композиторов, среди которых:
- Джон Плейфорд
- Вольфганг Амадей Моцарт
- Людвиг ван Бетховен
- Пётр Ильич Чайковский
- Фредерик Шопен
- Дмитрий Дмитриевич Шостакович

## Происхождение названия
Гуго Риман считает, что название танца объясняется тем, что пары танцуют друг напротив друга и полагает, что версия о «деревенском танце» (англ. countrydance) неверна, хотя и довольно распространена начиная с 1789 года.

Однако мнение Римана ошибочно, так как если внимательно взглянуть на обложки всех сборников Плейфорда (см., например, первую картинку в этой статье), то становится очевидным, что уже в 1651 году контрдансы назывались англичанами не иначе как «Country Dances». Также не совсем корректно понимать это словосочетание как «деревенские танцы»: на тех же иллюстрациях из первоисточников изображён довольно большой зал с высоким потолком, заполненный нарядно одетыми людьми в праздничной, а не повседневной одежде. Поэтому правильнее (с учётом понятия «деревня» в русской истории) называть эти танцы «народными» (в противовес придворным).

## Интересные факты
- В записанный в 1981 году альбом «Акустика» группы «Аквариум» в 1982 году была добавлена песня «Контрданс». Впоследствии эта песня входит и в другие альбомы группы и Бориса Гребенщикова, например, Молитва и пост.
- На Радио «Культура» существует передача «КонтрДанс» (автор и ведущая - Алла Сигалова), девиз которой «„КонтрДанс“ — взгляд на мир сквозь музыку и танец!»[7].
- Одно из самых успешных произведений Ванессы Мэй в альбоме «The Violin Player» носит название «Contradanza».
- На витебском телеканале «Арт-Видео» с 2015 года выходит авторская программа Владимира Грёзова под названием «Контрданс» — о музыкантах, которые по тем или иным причинам не попадают в эфиры теле- и радиоканалов.